# Gare de Maçanet-Massanes
La gare de Maçanet-Massanes (anciennement L'Empalme et en catalan : estació de Maçanet-Massanes) est une gare ferroviaire espagnole qui appartient à ADIF située sur la commune de Maçanet de la Selva, dans la comarque de la Selva, mais loin du centre-ville. La gare se trouve sur la bifurcation de la ligne de Barcelone à Maçanet-Massanes et la ligne Barcelone - Gérone - Portbou et des trains de Rodalies de Catalogne de la ligne R2 Nord des services de Rodalia de Barcelone et la ligne R11 des services régionaux, opérés par la Renfe s'y arrêtent. Maçanet-Massanes est la gare qui ferme le Huit catalan.

## Situation ferroviaire
Ligne 270 (Barcelone - Gérone - Portbou), Ligne 276 (Barcelone - Mataró - Maçanet-Massanes).

## Histoire
Cette gare de la ligne de Mataró et la ligne de Gérone est entré en service en 1860, bien que le volet d’origine n’ait pas été conservé, lors de l’ouverture du prolongement du chemin de fer de Barcelone à Granollers, puis en 1861 par la ligne de Mataró,,,. D'Arenys de Mar à Maçanet-Massanes, la ligne est à voie unique. L'Autorité du transport métropolitain dans le plan directeur de l'infrastructure 2009-2018, ainsi que le ministère du Développement de l'Espagne dans le plan Rodalies de Barcelone 2008-2015, prévoient la duplication des voies entre Arenys de Mar et Blanes. En revanche il n'est pas prévue de dupliquer la voie entre Blanes et Maçanet,.
En 2016, 159 000 passagers ont transité dans la gare de Maçanet-Massanes.

## Service des voyageurs

### Desserte
La gare est située sur deux lignes de Rodalia, une qui va à Barcelone et à L'Hospitalet de Llobregat le long de la côte, la R1 et l'autre qui va aussi à Barcelone et à l'aéroport via Granollers, la R2 Nord.
Les trains quotidiens qui partent ou arrivent de la ligne R2 en direction de Maçanet-Massanes ont pour origine ou destination l’aéroport, qui couvre la partie nord de la ligne. Tous les trains sauf les trois mentionnés sont des cadencés régionales qui apparaissent comme régionales dans les heures de distance moyenne avec destination Cerbère ou origine Portbou. 
Aucun des trains qui arrivent et qui partent de cette gare pour la R1 ne réalise tout le trajet de la ligne jusqu'à Molins de Rei, tous se termine à L'Hospitalet de Llobregat.

Installations et desserte
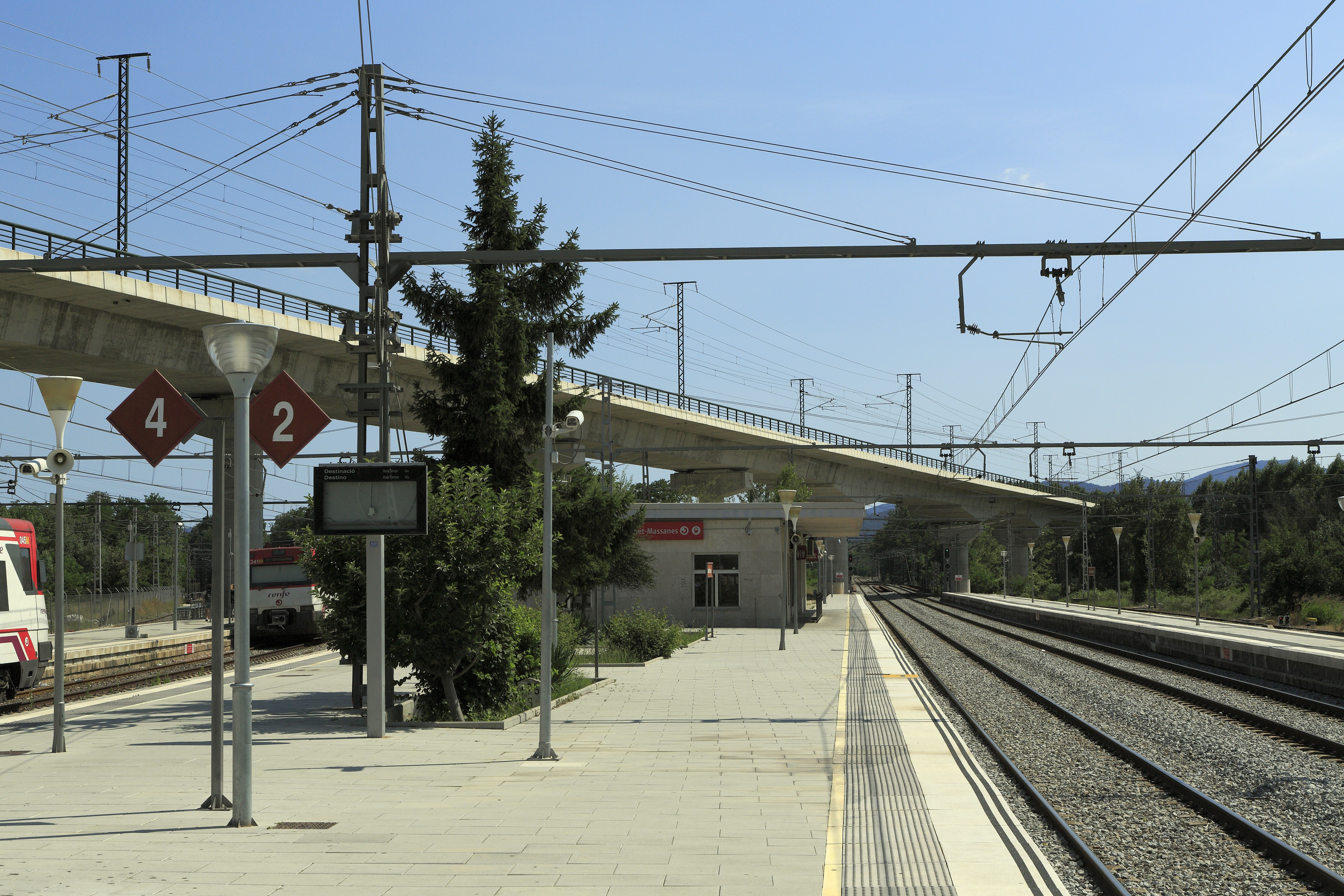
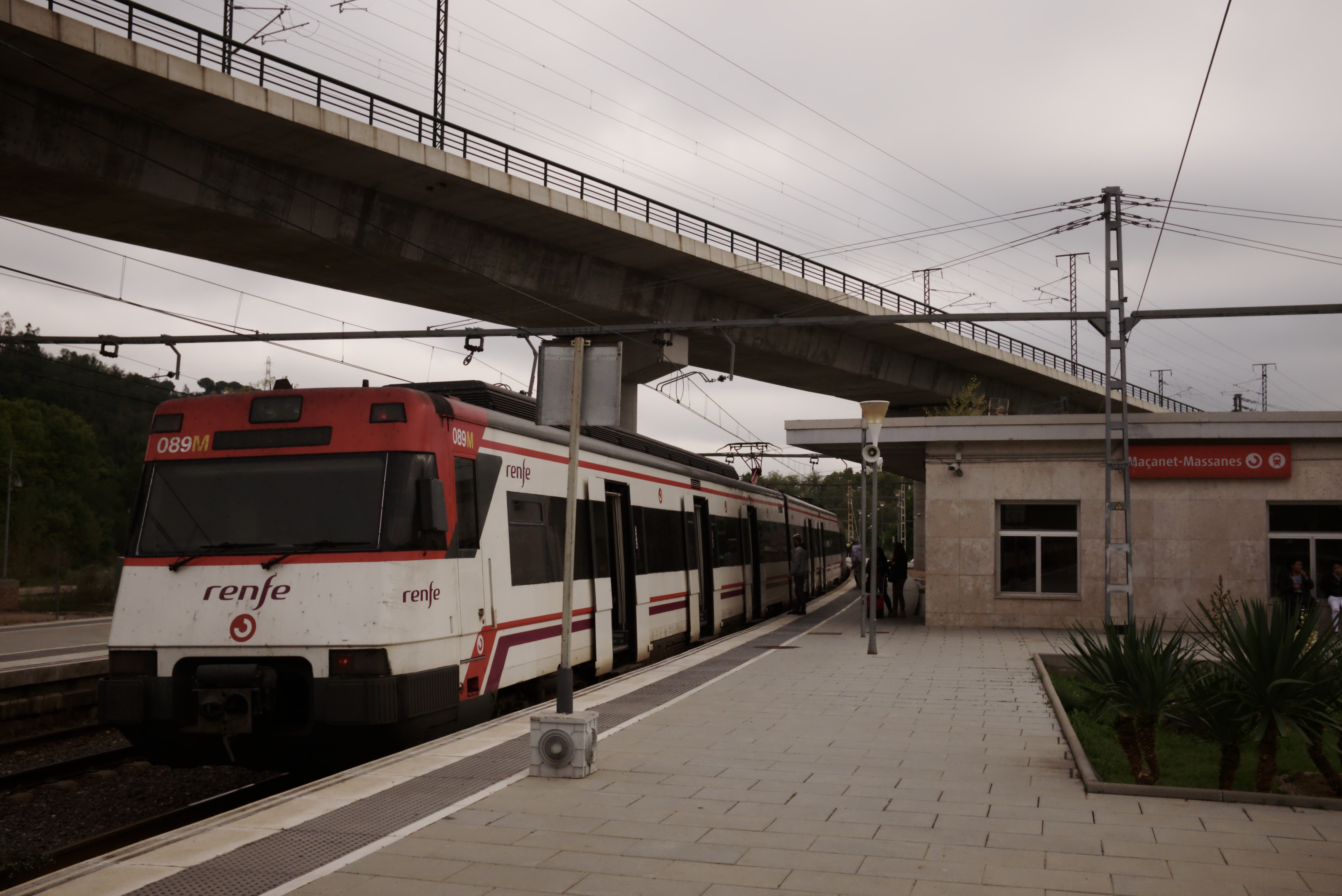
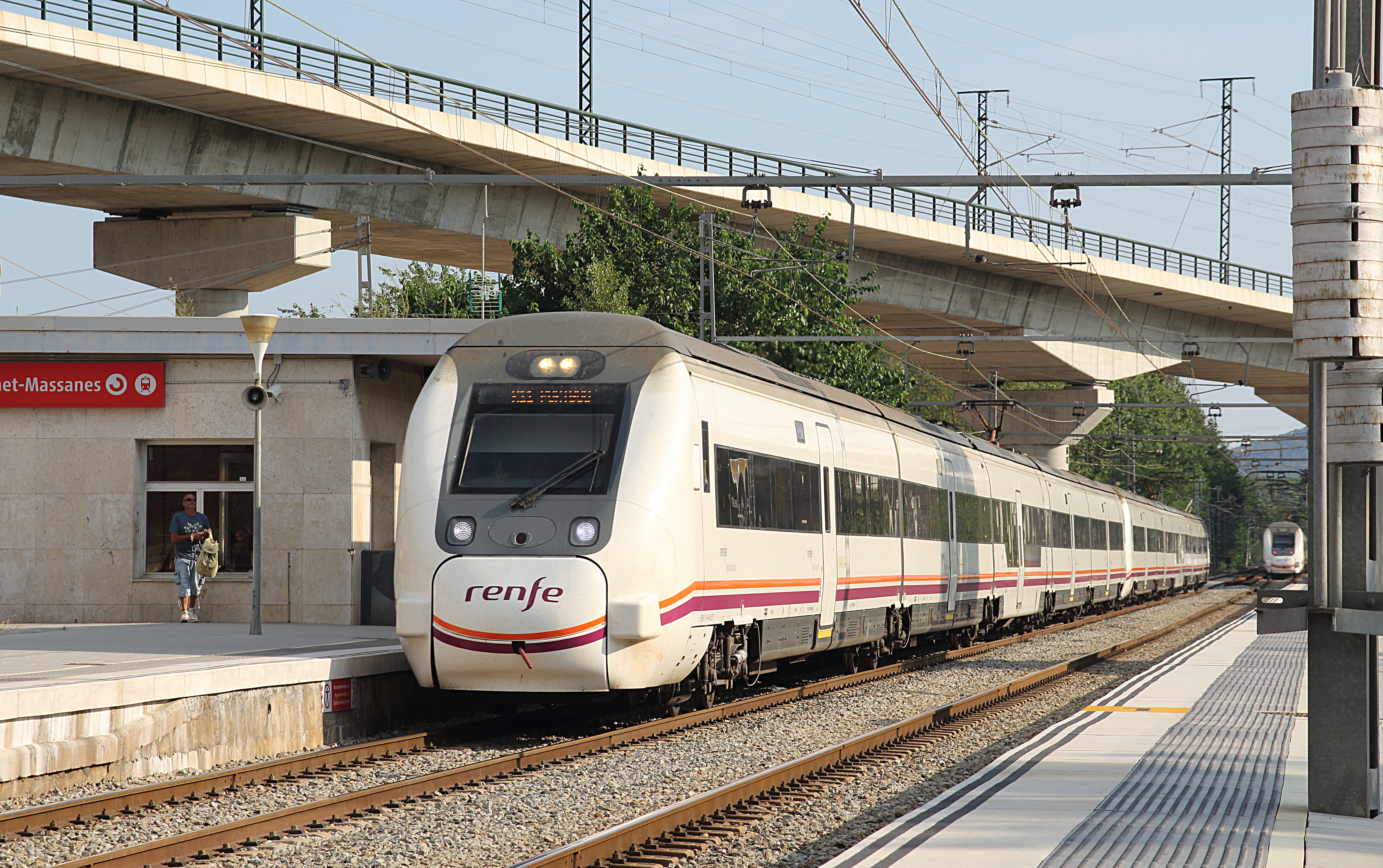